# Берёзово (Ханты-Мансийский автономный округ)
Берёзово (ранее город Берёзов; хант. Сўмт вош, манс. Хāльпӯс) — посёлок городского типа в Ханты-Мансийском автономном округе — Югре России, административный центр Берёзовского района.

## Этимология
Основан в 1593 году как русское укрепление Берёзов на месте селения Сумгутваш (на хантыйском — «берёзовый город»). Название по близлежащей берёзовой роще.

## География
Берёзово расположено на реке Северной Сосьве, берущей начало в Уральских горах и в 42 км от посёлка впадающей в Обь. Речной порт. В холодное время года действует зимник до городов Югорска и Ханты-Мансийска, посёлков Приобье и Игрима. В настоящее время планируется строительство автомобильной дороги круглогодичного пользования Берёзово — Игрим — Светлый.

## Климат
Берёзово относится к районам Крайнего Севера. Климат в Берёзове резко континентальный, с тёплым коротким летом и длинной морозной зимой.
| Показатель                                | Янв.  | Фев.  | Март  | Апр.  | Май   | Июнь | Июль | Авг. | Сен.  | Окт.  | Нояб. | Дек.  | Год   |
| ----------------------------------------- | ----- | ----- | ----- | ----- | ----- | ---- | ---- | ---- | ----- | ----- | ----- | ----- | ----- |
| Абсолютный максимум, °C                   | 2,0   | 2,0   | 10,5  | 23,7  | 30,2  | 33,2 | 33,6 | 30,1 | 26,0  | 19,6  | 8,1   | 2,6   | 33,6  |
| Средний суточный максимум, °C             | −17,3 | −15,9 | −7,5  | 1,0   | 7,9   | 16,6 | 20,7 | 17,3 | 10,7  | 0,6   | −8,9  | −14,9 | 1,1   |
| Средняя температура, °C                   | −21,5 | −20,2 | −12,7 | −3,9  | 3,3   | 12,0 | 16,3 | 12,9 | 6,6   | −2,5  | −12,9 | −19,1 | −3,4  |
| Средний суточный минимум, °C              | −26,5 | −25,3 | −18,5 | −8,7  | −0,9  | 7,5  | 11,9 | 8,7  | 3,3   | −5,2  | −16,5 | −23,7 | −7,8  |
| Абсолютный минимум, °C                    | −52,8 | −50,7 | −43,6 | −35,8 | −25,2 | −5,8 | 0,3  | −3,2 | −15,4 | −31,4 | −44,3 | −47,7 | −52,8 |
| Норма осадков, мм                         | 23,3  | 17,3  | 20,8  | 26,4  | 42,6  | 61,4 | 68,5 | 66,3 | 56,2  | 43,7  | 31    | 25,5  | 488,1 |
| Источник: Thermo Karelia.Ru World Climate |       |       |       |       |       |      |      |      |       |       |       |       |       |

## История

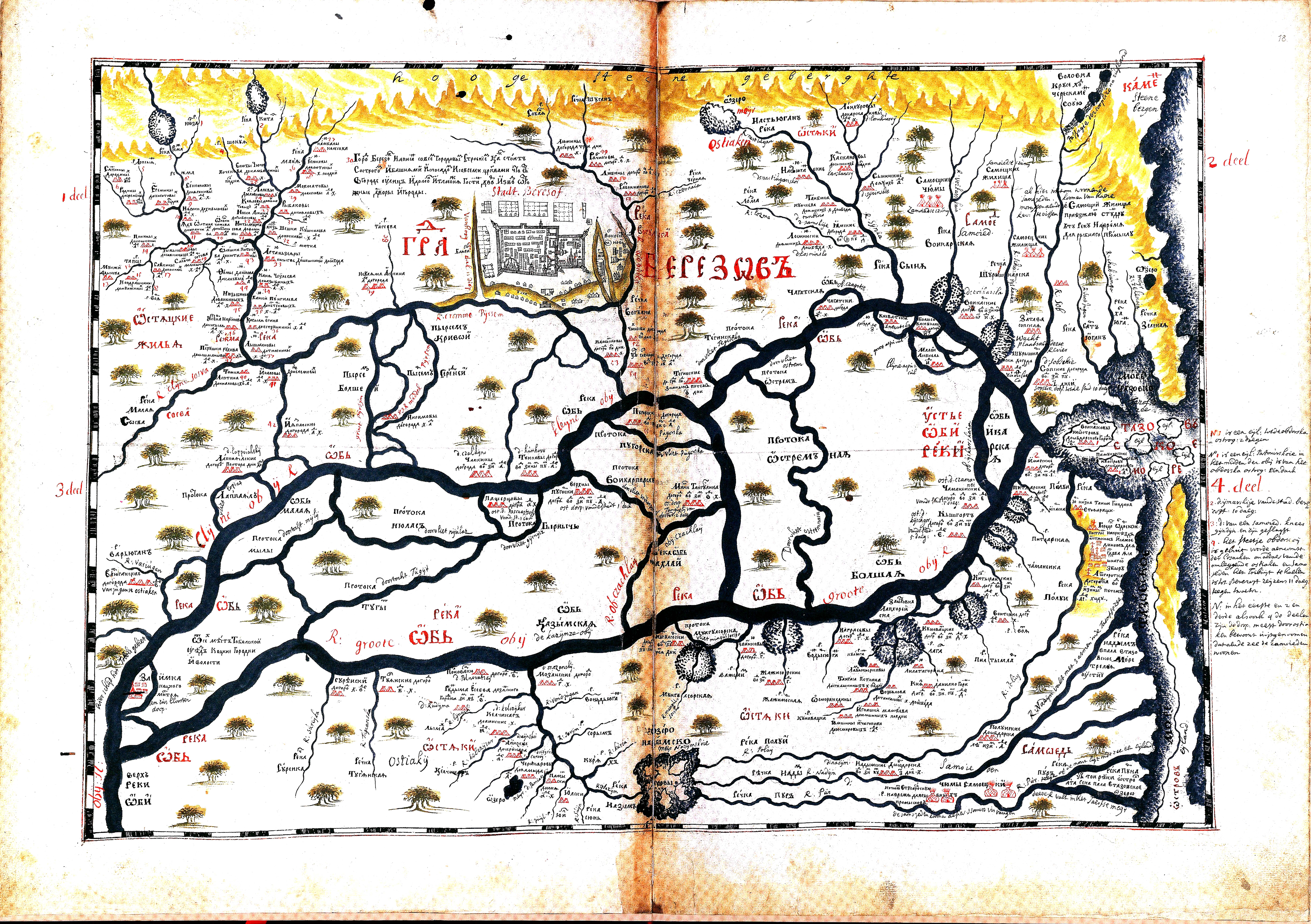
Карта города Берёзова с окрестностями конца XVII века из «Чертёжной книги Сибири, составленной тобольским сыном боярским Семёном Ремезовым в 1701 г.», —, 1882

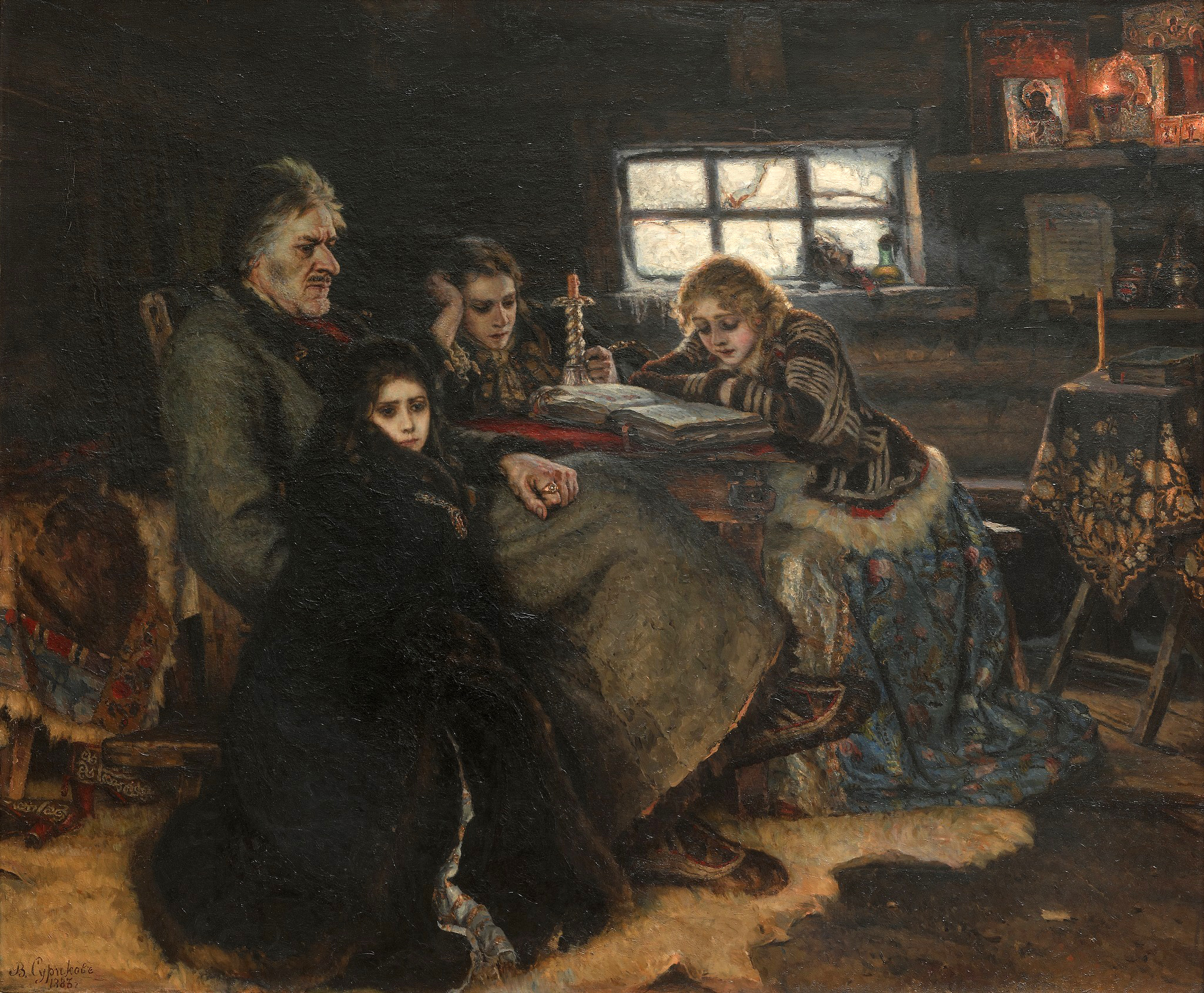
«Меншиков в Берёзове». В. И. Суриков (1883)

Поселение было основано в 1593 году на месте остяцкого (хантыйского) поселения Сугмут ваш — город берёз. Крепость, состоявшую из Берёзовского кремля с острогом, заложили воеводы Никифор Траханиотов и Михаил Волконский, присоединившие к России Кондинское княжество.
В 1629 году управление Сибирью разделено на два разряда, или две области: Тобольскую и Томскую. В разряд Тобольска входили города: Верхотурье, Пелым, Туринск, Сургут, Берёзов и Мангазея с малыми острогами и зимовьями.
К находкам с территории посада конца XVI века — начала XVII века относятся: берестяная грамота, чернильница из глины, заточенные гусиные перья, деревянная обложка книги кожаным переплетом с тиснёным орнаментом, лекало для перчатки, кожаные чехлы — обложки от футляра морского компаса, налуч — кожаный чехол для лука с тиснёным орнаментом, детали берестяных изделий с хантыйским орнаментом, деревянные и костяные шахматные фигуры.

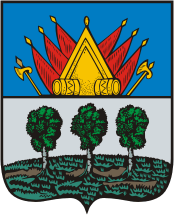
Герб Берёзова в Тобольской губернии

В 1708 году город Берёзов был включён в состав учреждённой Сибирской губернии.
В 1642, 1719 и 1808 годах город был совершенно истреблён пожарами. Пожар 1887 года также уничтожил большую часть города.
В 1724 году по приказу Петра I был построен Берёзовский острог для содержания государственных преступников. Сюда были сосланы светлейший князь Александр Меншиков с детьми, князь Алексей Долгоруков с семьёй, в том числе дочерью Екатериной и сыном Иваном с его женой Наталией, граф Андрей Остерман. В XIX веке в Берёзово ссылались декабристы, а в начале XX века — революционеры. Из Берёзова бежал сосланный в Обдорск Лев Троцкий.
В 1762 году Берёзов стал уездным городом Тобольского наместничества. Герб Берёзова: «В верхней части щита — герб Тобольский, в нижней части в серебряном поле — три берёзы в знак имени сего города».
В 1926 году Берёзово утратило статус города, став селом.
21 сентября 1953 года в Берёзово открыто первое в Западной Сибири месторождение природного газа — Берёзовское газовое месторождение.
8 апреля 1954 года Берёзово получило статус посёлка городского типа.

## Население
| 1939  | 2002  | 2009  | 2010  | 2012  | 2013  | 2014  | 2015  | 2016  |
| ----- | ----- | ----- | ----- | ----- | ----- | ----- | ----- | ----- |
| 836   | ↗7085 | ↘7044 | ↗7287 | ↗7326 | ↗7358 | ↘7310 | ↘7235 | ↘7095 |
| 2017  | 2020  | 2021  |       |       |       |       |       |       |
| ↘7050 | ↘6757 | ↘6411 |       |       |       |       |       |       |

## Экономика
В районе Берёзова осуществляется транспортировка природного газа ООО «Газпром трансгаз Югорск». Ведётся ловля рыбы. Развивается индивидуальное предпринимательство.

## Транспорт
Перевозки воздушным транспортом осуществляет ПАО «Авиакомпания „ЮТэйр“», наземное обслуживание в аэропорту Берёзово осуществляет Берёзовский филиал АО «Аэропорт Сургут». Полёты выполняются на вертолетах Ми-8 и самолётах Ан-2 и Ан-24. Воздушный транспорт является единственным средством доставки пассажиров, почты и груза в период весенне-осенней распутицы. Регулярными рейсами местных воздушных линий с районным центром в Берёзовском районе связано 8 населённых пунктов (Игрим, Светлый, Сосьва, Саранпауль, Няксимволь, Хулимсунт, Приполярный, Ванзетур), которые оснащены оборудованными посадочными площадками, взлётно-посадочными полосами, служебными зданиями.
Также осуществляется межмуниципальное и межрегиональное воздушное сообщение по направлениям: Приобье, Ханты-Мансийск, Белоярский, Сургут, Тюмень.
Перевозки пассажиров водным транспортом осуществляются по одному межмуниципальному и одному межрегиональному маршруту. В период навигации ежедневно из Берёзова курсирует теплоход «Метеор» до Ханты-Мансийска, а раз в два дня — до Салехарда. Данные маршруты охватывают населённые пункты, расположенные в поймах рек Оби, Северной Сосьвы, Ляпин. С июня по сентябрь дважды в месяц в Берёзово останавливался до 2020 года рейсовый теплоход Омск — Салехард.
В декабре 2020 года был запущен в эксплуатацию новый Речной вокзал, действующий в зимнее время, так же, как и автобусный вокзал.

## Достопримечательности
- Церковь Рождества Пресвятой Богородицы (1765-1778 гг.)
- Памятник Меньшикову.

## Известные выходцы
- Далмат Исетский (1594—1697) — преподобный Русской церкви.
- Михаил Грязнов (1902—1987) — историк, археолог.
- Александр Барыкин (1952—2011) — певец.
- Руслан Проводников (род. 20 января 1984) — российский боксёр-профессионал, экс-чемпион мира.

## Публикации
В журнале «Уральский следопыт» (№ 1, 1958 год) опубликована заметка Г. Михайлова «Огненный воздух», описывающая обнаружение в 1953 году газового месторождения в Берёзове.